# Impatiens brevipes
Impatiens brevipes är en balsaminväxtart som beskrevs av Joseph Dalton Hooker. Impatiens brevipes ingår i släktet balsaminer, och familjen balsaminväxter. Inga underarter finns listade i Catalogue of Life.